# إيتان بروشي

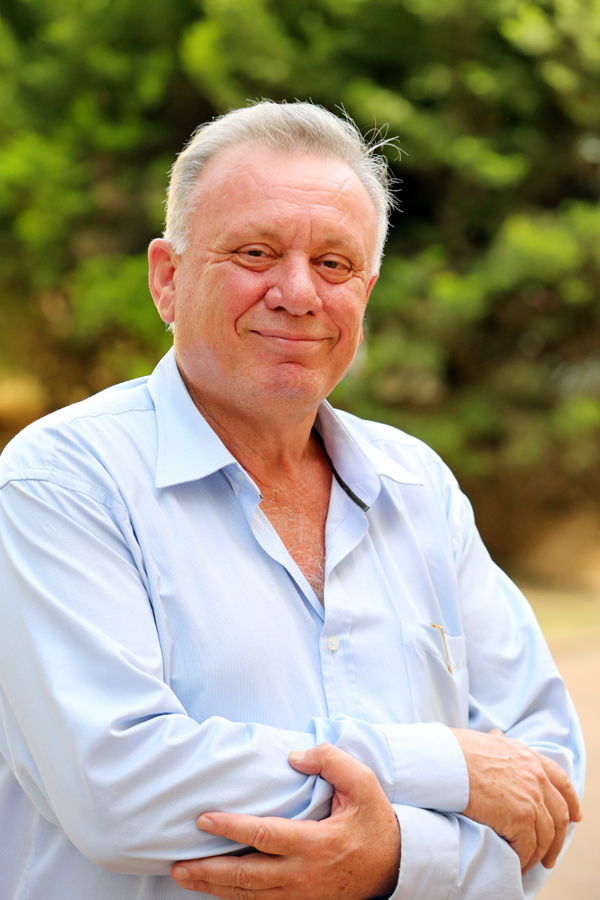
إيتان بروشي.

إيتان بروشي (بالعبرية: איתן ברושי، من مواليد 17 يونيو 1950) هو سياسي إسرائيلي من كيبوتس يشغل حاليا منصب عضو في الكنيست عن الاتحاد الصهيوني.